# Dragut
Dragut est la forme francisée de l'arabe Darghouth (« Dragon »), connu dans l'Empire ottoman sous le nom de Turgut Reis et surnommé « Épée dégainée de l'islam ». C'est un célèbre navigateur et amiral ottoman, d'ascendance grecque,,,,. Il est né vers 1485 non loin d'Halicarnasse (Bodrum dans l'actuelle Turquie) et mort le 23 juin 1565 à Malte. Reconnu pour son génie militaire, il est décrit comme « une carte vivante de la Méditerranée, assez habile sur terre pour être comparé aux plus beaux généraux de l'époque : personne n'était plus digne de porter le nom de roi ».
En plus de son rôle d'amiral dans la marine ottomane, Dragut a également été nommé bey d'Alger, beylerbey (commandant en chef) de la Méditerranée, ainsi que bey, puis pacha de Tripoli.
Sous son commandement, la puissance maritime de l'Empire ottoman s'est étendue jusqu'en Afrique du Nord. En servant de pacha à Tripoli, Dragut dote la ville de fortifications, adductions d'eau et fontaines, et en fait l'une des plus importantes de la côte barbaresque (actuel Maghreb).

## Biographie

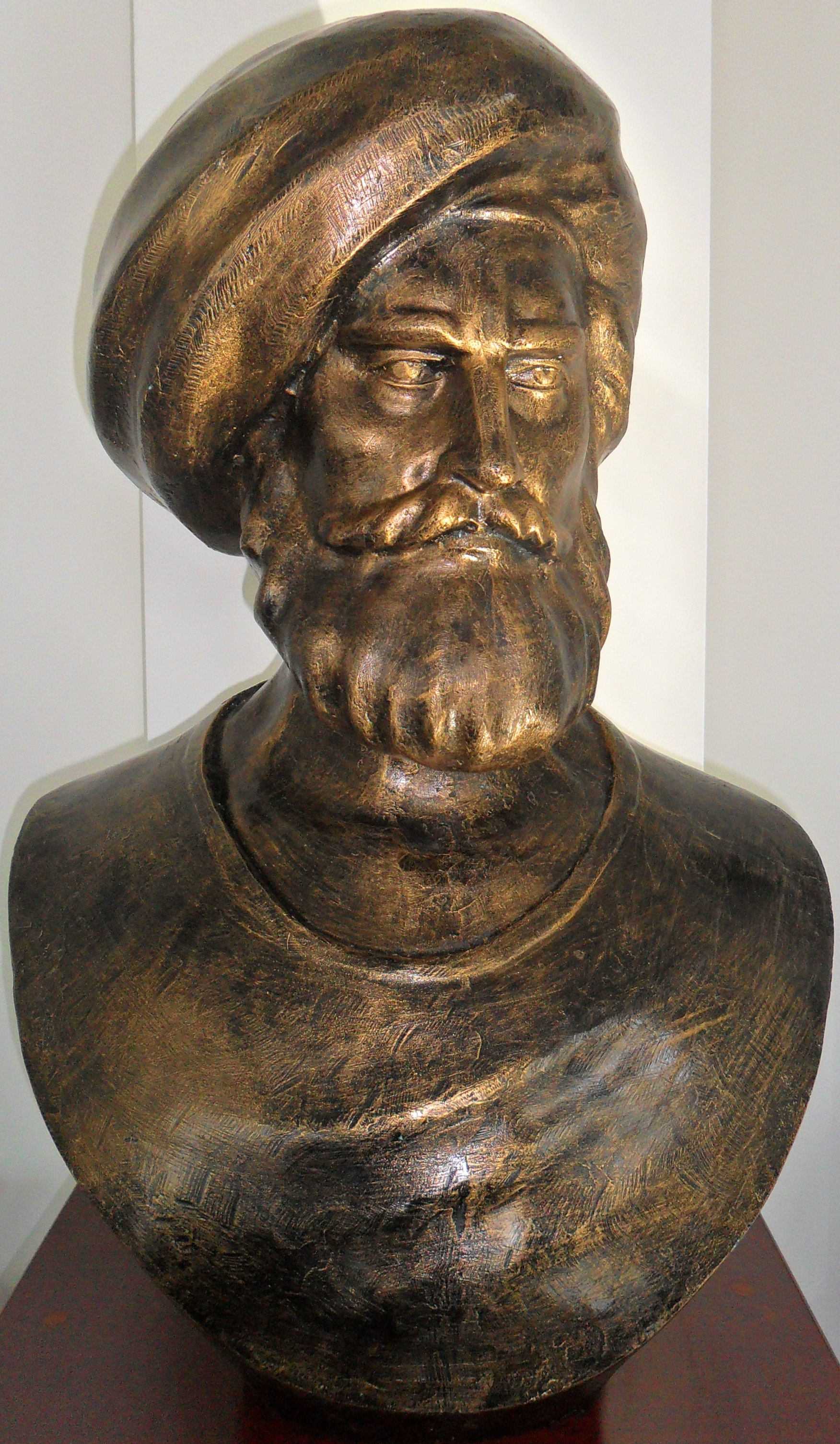
Buste de Darghouth au musée naval de Mersin.

### Origine et enfance
Le futur Darghouth est né dans le village de Karatoprak près de Bodrum, sur la côte égéenne de l’Anatolie, dans le sous-district de Saravalos, situé à l’extrémité ouest de la péninsule de Bodrum. Sa ville de naissance s'appelle aujourd'hui Turgutreis (en) en son honneur. La religion des parents de Turgut et sa religion à la naissance sont actuellement contestées,,, bien qu'il existe un consensus sur le fait qu'il était musulman pendant toute sa vie adulte.
À l'âge de 12 ans, il est remarqué par un commandant de l'armée ottomane pour son talent dans l'utilisation de lances et de flèches et est recruté par lui. Avec son soutien, le jeune Turgut devient un matelot et un artilleur, et est entraîné comme canonnier et maître de l'artillerie de siège, une compétence qui jouera un rôle important dans le succès futur de Turgut et sa réputation de tacticien naval. Le gouverneur ottoman emmène finalement Turgut en Égypte en 1517, où il participe à la conquête ottomane de l'Égypte comme canonnier.

### Bataille de Préveza (1538)

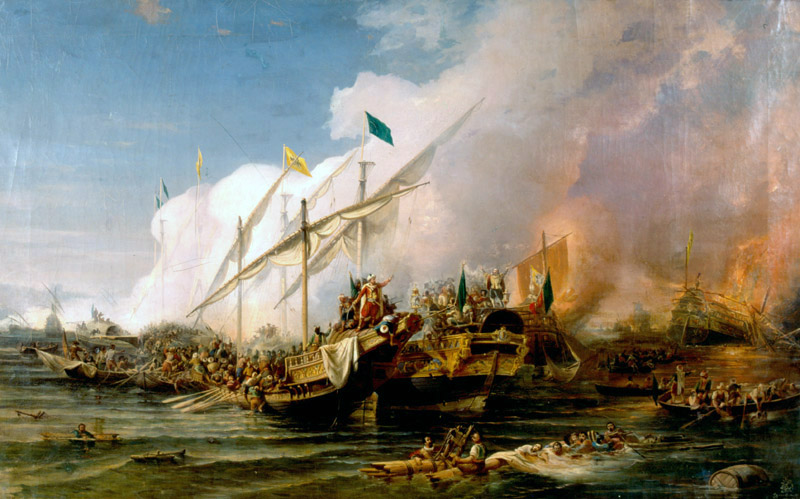
Les forces ottomanes, comprenant Dragut, battent la flotte de la Sainte Ligue de Charles V, commandée par Andrea Doria lors de la Bataille de Préveza (1538).

### Captivité et Liberté (1540-1546)
Turgut Reis a ensuite rejoint la Corse et a amarré ses navires à Girolata, sur la côte ouest de l'île. Pris par surprise dans la Bataille de Girolata lors de la réparation de ses navires, Turgut Reis et ses hommes furent attaqués par les forces combinées de Giannettino Doria (le neveu d'Andrea Doria), de Giorgio Doria et de Gentile Virginio Orsini. Turgut Reis a été capturé et contraint de travailler comme galérien sur le navire Giannettino des Doria pendant près de quatre ans avant d'être emprisonné à Gênes. Barbarossa a offert de payer une rançon pour sa libération mais celle-ci a été rejetée.

### Commandant en chef des forces navales ottomanes en Méditerranée (à partir de 1546)
Après la mort de Barbe rousse en juillet 1546, Turgut lui succéda en tant que commandant suprême des forces navales ottomanes en Méditerranée. En juillet 1547, il attaqua à nouveau Malte avec une force de 23 galères et des galiots, après avoir appris la nouvelle que le royaume de Naples était ébranlé par la révolte contre le vice-roi Pierre Alvarez de Tolède, ce qui rendrait un soutien naval à Malte plutôt improbable. Turgut Reis a débarqué ses troupes à Marsa Scirocco, l'extrême pointe sud de l'île qui fait face aux rives de l'Afrique. De là, les troupes ottomanes ont rapidement marché vers les environs de l'église de Santa Caterina. Les gardes de la tour de l'église se sont échappés dès qu'ils ont vu les forces de Turgut Reis, ce qui les empêchait de mettre le feu à la poudre de canon - une méthode couramment utilisée pour avertir les habitants de la ville des attaques.
Après avoir saccagé l'île, Turgut Reis se dirigea vers Capo Passero en Sicile, où il captura la galère de Giulio Cicala, fils du duc Vincenzo Cicala. Il a ensuite navigué vers les îles Éoliennes et, sur l'île de Salina, il a capturé un navire de commerce maltais avec une cargaison précieuse. De là, il s'embarqua pour les Pouilles et, vers la fin du mois de juillet 1547, attaqua la ville de Salve. Il a ensuite rejoint la Calabre, forçant la population locale à fuir vers la sécurité des montagnes. De là, il se rendit en Corse et captura un certain nombre de navires.
C'est un corsaire respecté, et craint. Dragut est désigné comme « le plus grand guerrier pirate de tous les temps », « sans doute l'un des dirigeants turcs les plus prodigieux », et « le roi sans couronne de la Méditerranée ».
En 1550, il s'empare de la ville appelée Ifrikiya (actuelle Mahdia au nord de Sfax) et part pour sa campagne d'été. Mais les Espagnols, qui depuis l'expédition de Tunis en 1535, occupent La Goulette et contrôlent le Sultanat hafside de Tunis, envoient une escadre commandée par Doria à Ifrikiya et s'en emparent (septembre 1550) après un siège de trois mois. Une garnison y reste jusqu'en 1554, puis la place est détruite et abandonnée (4 juin 1554).
En 1552, après la bataille de Ponza, il dirige un raid sur les côtes de Gaète et Formia.

### Bataille de Ponza (1552)
Le 11 mai 1560, avec Piyale Pacha, Turgut reis remporte l'importante bataille navale de Djerba sur la flotte espagnole où il détruit et capture 60 navires, et fait 18 000 tués ; avec leurs crânes, il fait édifier près du Borj El Kebir une pyramide sur l'emplacement aujourd'hui connue sous le nom de Borj el Riouss (tour des crânes).

### Grand Siège de Malte et décès (1565)

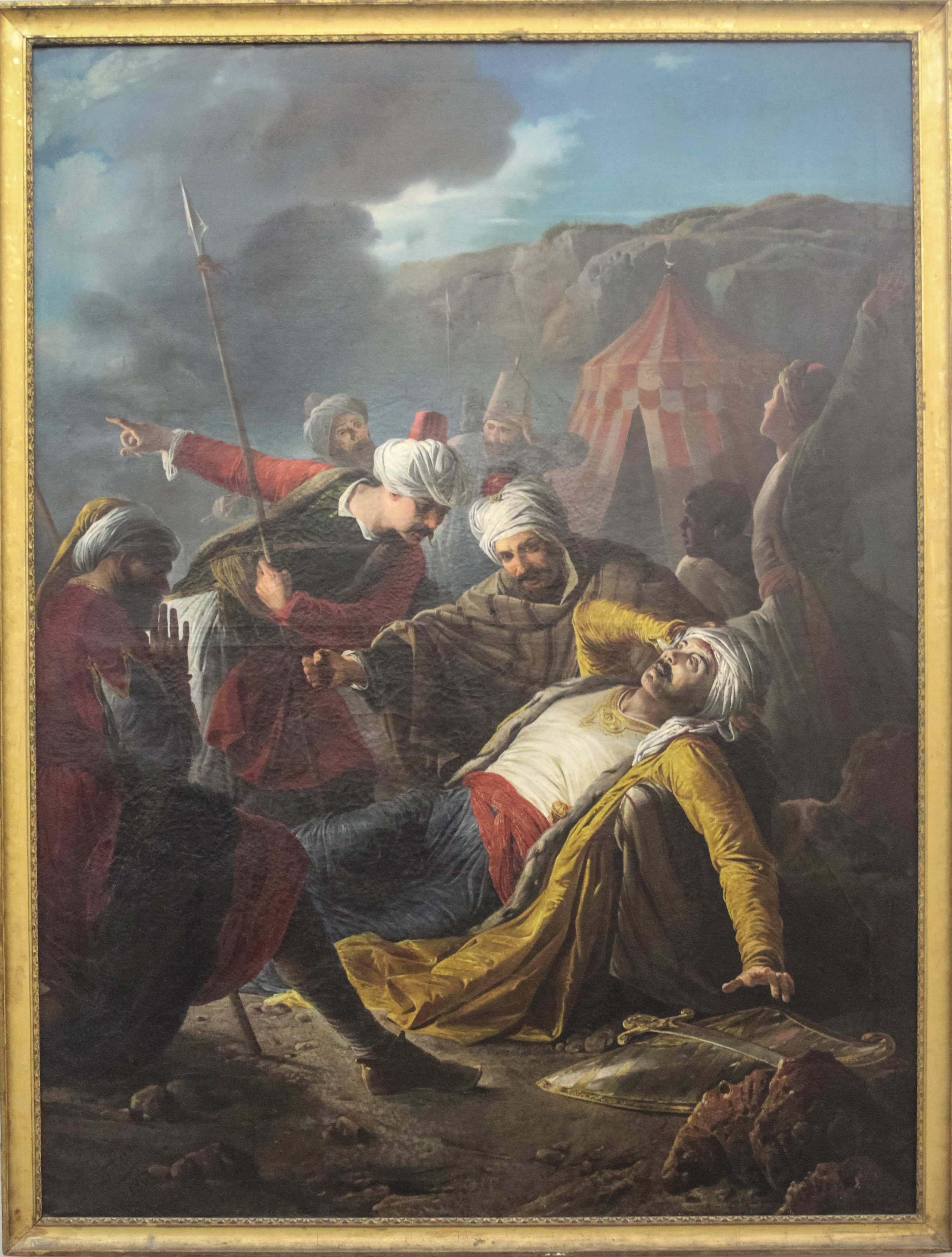
Mort de Dragut by Giuseppe Calì.